# Egynemzet-konzervativizmus
Az egynemzet-konzervativizmus (angolul one nation conservativism, alternatív elnevezése „tory demokrácia”) a 19. század második felében kialakult brit politikai ideológia, politikai eszmerendszer volt, amely a társadalmat szerves egységként kezelte, illetve nagy hangsúlyt helyezett a pragmatizmusra és a paternalizmusra.

## Története
Az egynemzet-konzervativizmust Benjamin Disraeli (1804-1881) olasz-zsidó származású brit politikus alkotta meg, aki a konzervatív párt szóvivője és 1868-tól miniszterelnök volt. Disraeli olyan politikai programot akart kidolgozni, amely a munkásosztály számára is vonzó és megoldást jelentett volna a korabeli brit társadalomban mutatkozó, egyre növekvő megosztottságra. Az egynemzet-konzervativizmus azt a hiedelmet tükrözi, hogy a társadalmak szerves egységként alakulnak ki és fejlődnek, és ezért a társadalom minden tagjának kötelezettségei vannak a többi taggal szemben. Az ideológia kifejezett hangsúlyt helyezett a felsőbb osztályok paternalisztikus kötelezettségeire a „hátrányos helyzetűek” irányába.
Az ideológia elsősorban Disraeli kormányzása idején játszott nagy szerepet, amikor jelentős szociális reformokat vezetett be a vezetése alatt álló konzervatív kormány. A 19. század vége felé azonban a Tory párt elfordult a paternalizmus felől és inkább a szabadpiaci kapitalizmus ideológiáját követte. A két világháború közötti időszakban azonban a gazdasági-társadalmi nehézségek, illetve a szélsőséges politikai mozgalmaktól való félelmek ismét felelevenítették az egynemzet- konzervativizmust. Ez az irányzat maradt a Tory párt vezérfonala a második világháborút követő időszakban is, egészen a New Right mozgalom felemelkedéséig, amely az ország akkori szociális és gazdasági problémáit éppen az egynemzet-konzervativizmusnak tulajdonította.
Miután David Cameron korábbi brit miniszterelnök) Disraelit nevezte meg példaképének.

## Fordítás
- Ez a szócikk részben vagy egészben  az   One-nation conservatism című angol Wikipédia-szócikk ezen változatának fordításán alapul.  Az eredeti cikk szerkesztőit annak laptörténete sorolja fel. Ez a jelzés csupán a megfogalmazás eredetét és a szerzői jogokat jelzi, nem szolgál a cikkben szereplő információk forrásmegjelöléseként.